# Sappy
Sappy est une chanson du groupe de grunge Nirvana. 
Ce morceau apparaît dans la compilation The Best of the Box sortie en 2006 et l'édition Deluxe du premier album du groupe, Bleach sorti en 2009, 12 ans après la mort de Kurt Cobain, leader du groupe.
Ce titre mélange le punk rock et le grunge (sa durée est de 3 minutes et 28 secondes).

## Origine
L'origine de cette chanson remonte au moins à 1987, et a été enregistré à plusieurs reprises en studio. Apparemment, Kurt Cobain n'a jamais été complètement satisfait avec n'importe quelle version. Elle a été enregistrée en studio de différentes manières (Smart Studio sessions en avril 1990) et les paroles ont changé au fil des ans. La version finale a été enregistrée par Steve Albini à Pachyderm Studios en 1993 lors des sessions de l'album In Utero et libérée en piste cachée sur la compilation pour le Sidaction américain No Alternative. Cependant une version solo acoustique datant de 1988 intitulé Sappy Sad existe. La voix de Cobain y est grave et triste.
La version de 1993 est plus brute, pas d'introduction musicale, juste cette voix parfois douce sur les couplets, parfois éraillée sur le refrain, faisant avancer la chanson sans jamais monter dans ses derniers retranchements. La rythmique basse/batterie est mid tempo[Quoi ?], les lignes de basses sont soutenues, le riff est simple et mélodieux, les guitares sont plus étouffées et épaisses. Cobain utilisa un ampli dont la moitié des lampes étaient grillées pour obtenir cet effet étouffé et brut. Un enregistrement minimaliste basé uniquement sur la prise de son et la pose minutieuse des micros.
La chanson fut longtemps baptisé Verse/ Chorus/ Verse (Couplet/ Refrain/Couplet) par les bootleggers. Mais le titre officiel est bien Sappy, le bassiste Krist Novoselic l'a confirmé afin d'éviter toute confusion.
Les critiques musicaux ont bien essayé de décrypter cette chanson en essayant de percer l'univers de Kurt Cobain, son sens figuré, poétique et sarcastique. Certains ont dit que la chanson était sur les méfaits de la religion, d'autres sur l'anti-capitalisme ou bien la dépression. Il semblerait que Cobain ait écrit cette chanson à propos de sa tortue de compagnie en utilisant la deuxième personne mais rien ne dit que le sens n'a pas dérivé avec les modifications apportées au fil du temps.
Cette chanson est devenue un des morceaux préférés des fans devenant par la suite une chanson fréquemment demandés lors de concerts de 1994, même Fun Radio à l'époque l'a diffusé sur ses ondes.
Le titre est aussi présent dans la compilation collector With The Lights Out (2004) sous forme de vidéo.